# Porodaedalea
Porodaedalea ist eine Pilzgattung, die von den Feuerschwämmen im engeren Sinn (Phellinus s. str.) abgetrennt wurde.
Die Typusart ist der Kiefern-Feuerschwamm (Porodaedalea pini).

## Merkmale
Das große Hymenophor der Holzbewohner ist mehrjährig, ansitzend und muschel- bis hufförmig. Die Oberfläche ist gefurcht und normalerweise rau. Die braune Trama hat eine holzige Konsistenz. Die gleichfarbigen Röhren sind selten in deutlichen Schichten angeordnet. Das Hymenophor variiert von poroid bis labyrinthisch. Die glattwandigen Sporen sind farblos und werden mit dem Alter bräunlich. Die Zystiden sind auffällig.

## Arten
Für Europa werden folgende Arten angegeben bzw. sind dort zu erwarten:
| Deutscher Name       | Wissenschaftlicher Name | Autorenzitat                             |
| -------------------- | ----------------------- | ---------------------------------------- |
| Fichten-Feuerschwamm | Porodaedalea chrysoloma | (Fries 1861) Fiasson & Niemelä 1984      |
|                      | Porodaedalea pilatii    | (Černý 1968) Fiasson & Niemelä 1984      |
| Kiefern-Feuerschwamm | Porodaedalea pini       | (Brotero 1804 : Fries 1821) Murrill 1907 |